# Komunální volby na Slovensku 2006
Komunální volby na Slovensku v roce 2006 se konaly 2. prosince. Jednalo se o volby do orgánů samosprávy obcí, voleni byli poslanci zastupitelstev, starostové obcí, městských částí a primátoři měst. Voleb se účastnilo 47,65 % ze 4 306 280 registrovaných voličů.

## Výsledky voleb
Zde jsou uvedeny nezávislí kandidáti, politické strany a koalice, které získaly více než 1 % z celkového počtu zvolených starostů a primátorů.

### Starostové a primátoři
- nezávislí kandidáti – 895 (30,83 %)
- SMER - sociálna demokracia – 419 (14,43 %)
- Strana maďarskej koalície - Magyar Koalíció Pártja – 215 (7,4 %)
- Ľudová strana - Hnutie za demokratické Slovensko – 212 (7,3 %)
- koalice Ľudová strana - Hnutie za demokratické Slovensko, Slovenská národná strana a SMER - sociálna demokracia – 197 (6,78 %)
- Kresťanskodemokratické hnutie – 162 (5,58 %)
- Slovenská demokratická a kresťanská únia - Demokratická strana – 129 (4,44 %)
- Slovenská národná strana – 85 (2,92 %)
- koalice Kresťanskodemokratické hnutie a Slovenská demokratická a kresťanská únia - Demokratická strana – 69 (2,37 %)
- koalice Ľudová strana - Hnutie za demokratické Slovensko a SMER - sociálna demokracia – 68 (2,34 %)
- koalice Slovenská národná strana a SMER - sociálna demokracia – 54 (1,86 %)
- koalice Ľudová strana - Hnutie za demokratické Slovensko a Slovenská národná strana – 44 (1,51 %)

### Poslanci zastupitelstev
- SMER - sociálna demokracia – 4 043 (19,00 %)
- nezávislí kandidáti – 3 638 (17,10 %)
- Kresťanskodemokratické hnutie – 2 605 (12,24 %)
- Ľudová strana - Hnutie za demokratické Slovensko – 2 492 (11,71 %)
- Strana maďarskej koalície - Magyar Koalíció Pártja – 1 952 (9,17 %)
- Slovenská demokratická a kresťanská únia - Demokratická strana – 1 446 (6,79 %)
- Slovenská národná strana – 1 169 (5,49 %)
- koalice Kresťanskodemokratické hnutie a Slovenská demokratická a kresťanská únia - Demokratická strana – 613 (2,88 %)
- koalice Ľudová strana - Hnutie za demokratické Slovensko, Slovenská národná strana a SMER - sociálna demokracia – 470 (2,20 %)
- koalice Slovenská národná strana a SMER - sociálna demokracia – 310 (1,45 %)
- Komunistická strana Slovenska – 293 (1,37 %)